# 江部順治
江部 順治（えべ じゅんじ、1883年（明治16年）1月3日 - 1976年（昭和51年）2月16日）は、大正から昭和期の政治家。衆議院議員、栃木県下都賀郡小山町長。旧姓・高堂。

## 経歴
秋田県南秋田郡、のちの秋田市で高堂兵右衛門の五男として生まれ、江部惣四郎の養子となる。1906年（明治39年）東京高等工業学校（現東京工業大学）応用化学科を卒業した。
一時大蔵省に入省したが退職し、下野酒造（のち一徳酒造）専務、栃木県酒類販売社長、下野醤油社長、同県商工経済会小山出張所長、小山商工会長、那須商業銀行監査役などを務めた。
政界では、小山町会議員、所得税調査委員、栃木県都賀地方事務所参与などを務め、1944年（昭和19年）から1945年（昭和20年）まで小山町長に在任した。1946年（昭和21年）4月、第22回衆議院議員総選挙（栃木県全県区、日本進歩党公認）で当選し、衆議院議員に1期在任した。その後、公職追放となる
追放解除後、1953年（昭和28年）から1968年（昭和43年）まで栃木県酒造組合会長に在任し、その他、日本酒造組合中央会理事、全国酒類卸協同組合理事長、一徳酒造社長などを務めた。

## 脚註